# Бюловы
Бюловы (нем. von Bülow) — дворянский род.

## История
Старинный дворянский род Бюлов получил своё имя от названия села в Мекленбурге. Род впервые упомянут 4 июня 1229 года, когда рыцарь Готфрид фон Бюлов (Gottfried von Bülow, Godofridus de Bulowe) из церковного округа Рена (Rehna) был назван в качестве свидетеля коммерческой сделки князя Иоганна Мекленбургского из династии Никлотовичей. По всей видимости, Бюловы имеют (подобно Никлотовичам) местное, бодричанское происхождение. В 1292 году Готфрид II фон Бюлов посвящается в сан епископа Шверинского.
Род был весьма разветвлен и дал Германии немало известных имен. В XIV в. несколько представителей рода переселилось в Швецию и Данию, там доныне проживают их потомки.
В средние века представители рода были в основном католическими священнослужителями. Многие Бюловы служили в качестве высших чиновников и дипломатов монархам Германии. В XIX веке Бюловы внесли заметный вклад также в духовную жизнь Германии.